# Speichersee Scharmoin
Der Speichersee Scharmoin ist ein Speichersee auf dem Gemeindegebiet von Vaz/Obervaz im Schweizer Kanton Graubünden.
Der See liegt auf einer Höhe von 1959 m ü. M. östlich von Valbella am Westhang des Parpaner Rothorns. Er fasst 56'000 Kubikmeter Wasser und dient zusammen mit den Speicherseen Valos und Heidbüel der Wasserbereitstellung zur Pistenbeschneiung des Wintersportgebiets Lenzerheide.

## Zugang
Der Speichersee ist über einen Wanderweg von der Mittelstation Scharmoin (1905 m ü. M.) der Seilbahn aufs Parpaner Rothorn aus erreichbar.